# Кунг-фу
Кунг-фу (кин. 功夫, гонг фу, нешто кроз тешки/стрпљиви посао достигнуто) означава кинеске борилачке вештине. Кунг-фу на кинеском језику значи „време одмора”.
У ствари, кунг-фу је на западу погрешно преузет појам за кинеске борилачке вештине. 
У Кини кунг-фу односно гонг фу није појам специјално за борилачке вештине, него за сваку вештину добијену уз велики и одлучни напор. Традиционални кинески назив за борилачке вештине јесте вушу (кин. борбена или борилачка вештина). Кунг-фу заправо представља сваку могућу технику која се може искористити у борби, па је зато правилније рећи да се под кунг-фуом подразумевају борилачке технике уопштено.
У шездесетим и седамдесетим годинама 20. века појам кунг-фу се популаризовао од Брус Лија и хонгконгских кунг-фу-филмова (eastern), те се данас међувременом користи и у самој Кини за разликовање борилачке вештине од борилачког спорта. 

## Значење у кинеској филозофији
Кунг-фу се саставља од слова гонг 功 које означава достигнуће или тековину, и фу 夫 које стоји за човека. Од ових слова састављени појам има у кинеској филозофији једну дубоку интерпретацију. 
Кунг-фу је човекова намера, да се кроз стални труд усавршава. Било шта да радимо, кроз наша дела се увек показује наше унутрашње стање. Ако усавршавамо наша дела, усавршавамо и саме себе.
- Таиша Абелар
У том смислу кунг-фу јесте рад на себи, на својој личности, тј. кроз конзеквентну оданост једној вештини. Овде је појам сродан са до (пут) у јапанским традиционалним вештинама. Поред дословног значаја који има појам, до изражаја долази и филозофија тао и његова спиритуална димензија и утицај.